# Ernest Nys

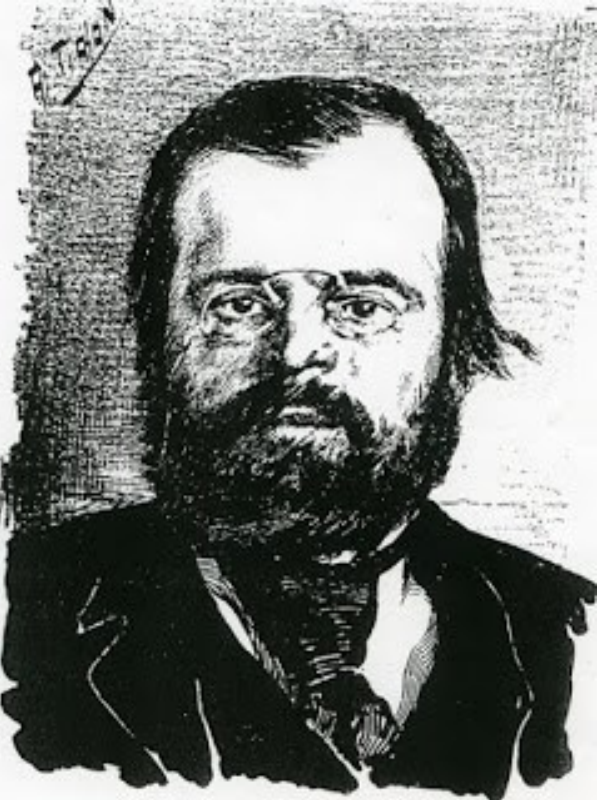
Ernest Nys in 1912

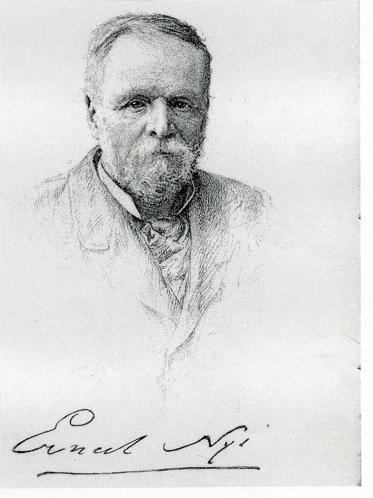
Portret door L. Peeters in 1920

Ernest Désiré Nys (Kortrijk, 27 maart 1851 – Brussel, 4 september 1920) was een Belgische magistraat en hoogleraar rechtsgeschiedenis en internationaal publiekrecht aan de Université libre de Bruxelles (1885-1920). Hij was lid van het Permanent Hof van Arbitrage in Den Haag. Nys' blijvende belang ligt in zijn erudiete publicaties over een scala aan volkenrechtelijke thema's en periodes.

## Loopbaan
De West-Vlaming Nys werd geboren in Kortrijk en studeerde rechten aan de universiteit van Gent bij François Laurent. Daarna vervolmaakte hij zich in Heidelberg, Leipzig en Berlijn. Hij keerde terug in 1876 en werkte als advocaat. Daarnaast liet hij zich in met politiek: onder de liberale justitieminister Jules Bara was hij bureauchef. Vervolgens werd Nys rechter: eerst in de Rechtbank van Eerste Aanleg van Antwerpen (1882), dan in die van Brussel (1883), ten slotte in het Hof van Beroep van Brussel (1903). Hij was ook lid (geen arbiter) van het Permanent Hof van Arbitrage in Den Haag (1905-1920).
Parallel aan zijn carrière in de magistratuur leidde Alphonse Rivier hem binnen in de academische wereld. Vanaf 1880 was Nys verbonden aan het Institut de Droit International. Hij schreef meer dan honderd bijdragen voor de Revue de droit international et de législation comparée (1882-1914) en trad toe tot de redactie van het tijdschrift. Vanaf 1885 doceerde hij rechtsgeschiedenis aan de Université libre de Bruxelles en bij de dood van Rivier in 1898 volgde hij hem op als hoogleraar internationaal recht. Hij werd toen ook decaan (1898-1900).
Begin 20e eeuw benoemde koning Leopold II Nys in de Conseil Supérieur de l'État Indépendent du Congo, het bestuursorgaan van de Onafhankelijke Congostaat. Hij verdedigde de soeverein tegen beschuldigingen van wreedheden in het land, die volgens Nys waren ingegeven door Engelse commerciële belangen. Nog in dit verband betoogde hij dat internationale erkenning slechts een politieke aangelegenheid was en geen constitutieve vereiste om volkenrechtelijk een staat te zijn. Daartoe volstond het ius dominandi of het feitelijke vermogen om te heersen over een territorium en bevolking.
In 1909 hielp Nys de anarchist Peter Kropotkin met onderzoek voor het boek La Grande Révolution, 1789-1793, specifiek om de grote overlapping te verklaren tussen de Franse Revolutie en de vrijmetselarij. Tijdens de Eerste Wereldoorlog gaf hij tal van adviezen over onrechtmatigheden die in het bezette België werden begaan. Onder meer schreef hij een juridisch manifest tegen de oorlogscontributie op roerend vermogen ingesteld door de Duitsers. Kort na de oorlog stierf hij op 69-jarige leeftijd.

## Onderzoek
Als eerste rechtsgeleerde plaatste Nys de geschiedenis van het volkenrecht centraal in zijn onderzoek. Zijn benadering was liberaal, positivistisch en ook getint door zijn protestantisme. Hij geloofde dat de evolutie van het volkenrecht samenviel met die van de menselijke (Europese) beschaving en dat de discipline, ondanks haar hortende ontwikkeling, de geleidelijke institutionalisering van de menselijke vooruitgang weerspiegelde. In 1904 stelde hij vast dat de internationale gemeenschap bestond uit 22 Europese staten, 21 Amerikaanse, en voorts Japan, Liberia en de Onafhankelijke Congostaat. Hij maakte onderscheid tussen beschaafden, barbaren en wilden.
In zijn rechtshistorische onderzoek had hij bijzondere aandacht voor middeleeuwse en vroegmoderne rechtsgeleerden. Uit de bibliotheek van het British Museum delfde hij verschillende vergeten auteurs op. Hij gaf werk uit van Francisco de Vitoria, wiens centrale rol hij in het licht stelde, van Honoré Bonet en van Alberico Gentili. Ook vertaalde hij (als anglofiel) werken van de eigentijdse Engelse juristen James Lorimer en John Westlake.

## Onderscheidingen
Nys was van 1892 tot aan zijn dood lid van het Institut de Droit International. In 1899 werd hij correspondent van de Koninklijke Academie van België en in 1902 lid. Hij werd genomineerd voor de Nobelprijs voor de Vrede van 1906 tot 1916 en opnieuw in 1919 voor zijn inzet voor internationale arbitrage. Hij ontving eredoctoraten aan de Universiteit van Oxford, de Universiteit van Edinburgh en de Universiteit van Glasgow (1901). Hij was erelid van de American Society of International Law.

## Publicaties (selectie)
- The Papacy Considered in Relation to International Law, 1879
- La guerre maritime. Étude de droit international, 1881
- Le droit de la guerre et les précurseurs de Grotius, 1882
- Les origines de la diplomatie et le droit d'ambassade jusqu'a Grotius, 1884
- Notes pour servir à l’histoire littéraire et dogmatique du droit international en Angleterre, 1888
- Les droits des Indiens et les publicistes espagnols, 1890
- L'esclavage noir devant les jurisconsultes et les cours de justice, 1890
- Les initiateurs du droit public moderne, 1890
- Les origines du droit international, 1894
- Études de droit international et de droit politique, 2 dln., 1896-1901
- Les théories politiques et le droit international en France jusqu'au XVIIIe siècle, 1899
- Recherches sur l'histoire de l'économie politique, 1898 (Engels: Researches in the history of economics, 1899)
- Études de droit international et de droit politique, 1901
- La notion et le rôle de l'Europe en droit international, in: Revue de droit international et de législation comparée, 1903
- L'État indépendant du Congo et le droit international, 1903 (Engels: The independent state of the Congo and international law, 1903; Duits: Der Kongofreistaat und das internationale Recht, 1903)
- L'État indépendant du Congo et l'acte général de Berlin, 1903 (Engels: The independent state of the Congo and the General Act of Berlin, 1903)
- Le droit international. Les principes, les théories, les faits, 3 dln., 1904-1906 (herziene editie 1912)
- Idées modernes. Droit international et franc-maçonnerie, 1908
- Les États-Unis et le droit des gens, 1909
- The necessity of a permanent tribunal, in: American Society for Judicial Settlement of International Disputes, 1910
- Le droit romain, le droit des gens et le collège des docteurs en droit civil, 1910
- L'Escaut en temps de guerre, 1910
- Une clause des traités de 1814 et de 1839, 1911
- Le droit de la nature et le droit des gens au XVIIe siècle, 1914
- Le droit des gens et les anciens jurisconsultes espagnols, 1914
- Christine de Pisan et ses principales œuvres, 1914
- La Nouvelle Belgique, 1918
- L'occupation de guerre. Avis, études, exposés juridiques, 1919
- L'Escaut et la Belgique. Simples notes, 1920

## Voetnoten
1. ↑  Liliana Obregón Tarazona, "Writing International Legal History: An Overview", in: Monde(s), 2015, nr. 1, p. 95-112. DOI:10.3917/mond1.151.0095